# Cienków Postrzedni
Cienków Postrzedni (867 m), także Cieńków Postrzedni – mało wybitny szczyt na grzbiecie Cienkowa w Beskidzie Śląskim. Jest to środkowe z trzech wzniesień tego wyrównanego grzbietu; pozostałe to Cienków Wyszni i Cienków. Jego południowe, strome stoki opadają do dna doliny Białej Wisełki i nie spływa z nich żaden potok, północne bardziej łagodne opadają do dna doliny Malinki i wcina się w nie kilka potoków będących jej dopływami. Ta asymetria stoków północnych i południowych jest typowa dla ułożonych równoleżnikowo grzbietów Beskidu Śląskiego. Związane to jest z układem warstw skalnych w Beskidzie Śląskim. Południowe stoki opadają zgodnie z układem warstw skały, zwykle są łagodne i przecięte bocznymi dolinkami. Stoki północne powstają na czołach odsłaniających się warstw skalnych, są strome, rzadko rozcięte są bocznymi dolinkami i często mają „schodkowy” profil, co związane jest z różną twardością skał.
Cienków Postrzedni znajduje się w granicach miasta Wisła w powiecie cieszyńskim, województwie śląskim. Szczyt i stoki w większości porośnięte są lasem, ale na grzbiecie po wschodniej stronie szczytu jest duża polana o stoku opadającym do Białej Wisełki. Duża polana jest także po zachodniej stronie szczytu, na grzbiecie między Cienkowem Postrzednim i Niżnym. Polany na Cienkowie były w Beskidzie Śląskim najdłużej funkcjonującym ośrodkiem pasterstwa.
Nazwa terenowa Cienków jest być może pochodzenia patronimicznego (od nazwy osobowej Cienek?). Notowana była pierwotnie w wersji niemieckiej: …Albert Byrth auf der Tschenkowa (1693), …mit dem Sallasch Tschinkow (1753), …in Sallasch Tinkow genant bis an dem Wald Tschinkow genant (1775) lub …Feld Tinkow (1823). Jako „Cienków” od roku 1879. Nazwa Postrzedni” pochodzi od określenia „postrzedni szałas, w odróżnieniu od dawniej istniejących szałasów Niżniego” i „Wyżniego”.
W lesie na wschód od szczytu Cienkowa Postrzedniego są 3 niewielkie jaskinie: Schronisko w Cienkowie Pierwsze, Schronisko w Cienkowie Drugie i Schronisko w Cienkowie Trzecie.

## Szlak turystyczny
Grzbietem Cienkowa Postrzedniego biegnie droga, którą poprowadzono szlak turystyczny z Wisły (Nowa Osada) na grzbiet Skrzyczne – Barania Góra.
 Wisła (Nowa Osada) – Cienków Niżni – Cienków Postrzedni – Cieńków Wyszni – Gawlast. Odległość 4,7 km, suma podejść 370 m, czas przejścia 1:40 godz., z powrotem 1 godz.